# Bennie Lands
Benjamin Lands, detto Bennie (Montréal, 22 febbraio 1921 – Montréal, 13 gennaio 2014), è stato un cestista canadese.

## Carriera
In carriera ha giocato nel YMHA di Montréal. Con il Canada ha disputato 5 partite alle Olimpiadi 1948.